# Медфорд (Нью-Джерсі)
Медфорд (англ. Medford) — селище (англ. village) в США, в окрузі Берлінгтон штату Нью-Джерсі. Населення — 24 497 осіб (2020).

## Демографія
Згідно з переписом 2010 року, у селищі мешкали 23 033 особи в 8277 домогосподарствах у складі 6455 родин. Було 8652 помешкання
Расовий склад населення:
| - 94,3 % — білих - 2,0 % — азіатів - 1,5 % — чорних або афроамериканців - 0,2 % — корінних американців |

До двох чи більше рас належало 1,4 %. Частка іспаномовних становила 2,6 % від усіх жителів.
За віковим діапазоном населення розподілялося таким чином: 26,1 % — особи молодші 18 років, 60,0 % — особи у віці 18—64 років, 13,9 % — особи у віці 65 років та старші. Медіана віку мешканця становила 43,6 року. На 100 осіб жіночої статі у селищі припадало 94,4 чоловіків;  на 100 жінок у віці від 18 років та старших — 92,3 чоловіків також старших 18 років.
Середній дохід на одне домашнє господарство  становив 135 972 долари США (медіана — 109 015), а середній дохід на одну сім'ю — 149 807 доларів (медіана — 125 692). Медіана доходів становила 93 786 доларів для чоловіків та 57 022 долари для жінок. За межею бідності перебувало 3,0 % осіб, у тому числі 2,0 % дітей у віці до 18 років та 5,0 % осіб у віці 65 років та старших.
Цивільне працевлаштоване населення становило 11 341 осіб. Основні галузі зайнятості: освіта, охорона здоров'я та соціальна допомога — 24,6 %, науковці, спеціалісти, менеджери — 17,4 %, фінанси, страхування та нерухомість — 12,3 %, роздрібна торгівля — 10,5 %.